# Arquitectura moderna estadounidense
La arquitectura moderna estadounidense fue un movimiento o estilo arquitectónico que tuvo lugar en los Estados Unidos de América aproximadamente entre la última década del siglo XIX y la penúltima década del siglo XX.

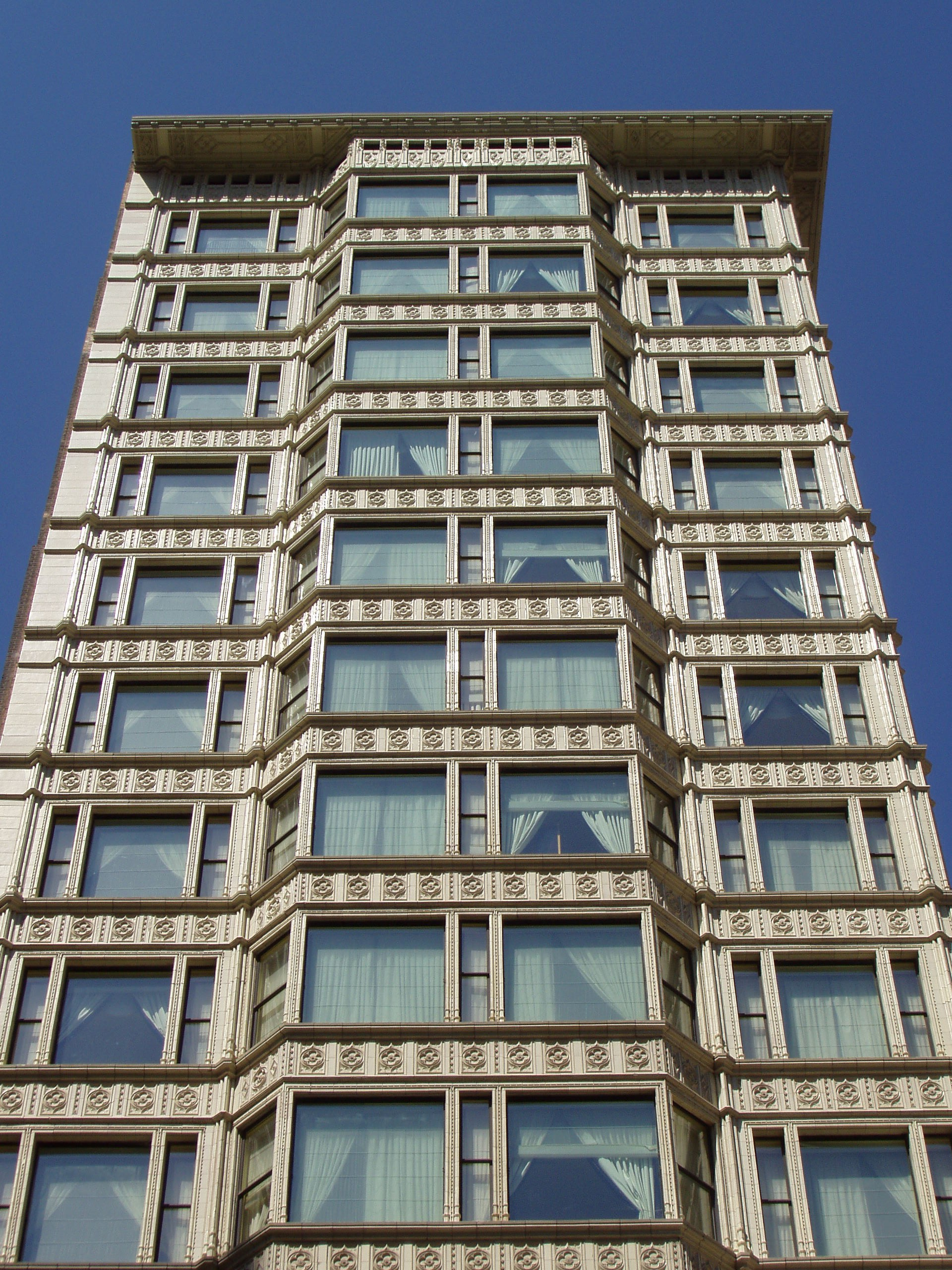
Hotel en Chicago por Daniel Burnham

## Terminología

### Desambiguación
El término hace referencia a los edificios y arquitectos de las décadas del modernismo en inglés, que nada tuvo que ver con el significado del término modernismo (vinculado al Art Nouveau y al Arts and Crafts ) en la península ibérica, antes de la Segunda Guerra Mundial .

### Origen
El término modernismo que da origen al movimiento moderno y a la arquitectura moderna tiene su origen original a partir del nombre del libro de Henry-Russel Hitchock y Philip Johnson en el que se identifica, categoriza y expone bajo características comunes al modernismo en todo el mundo. Como resultado, se centró más en los aspectos estilísticos del modernismo. Los principios básicos del estilo internacional juntos constituyen parte del movimiento moderno. 

### Diversidad de términos
El movimiento moderno o estilo internacional no tiene un nombre homogéneo en todos los países e idiomas. En muchos países se utiliza el término "estilo internacional", que tuvo su origen en la exposición organizada por Hitchcock y Johnson en el Museo de Arte Moderno de Nueva York en 1932 y en el libro publicado por ambos El estilo internacional: arquitectura desde 1922 . Un término sinónimo es " Movimiento Moderno ", del libro Pioneros del Movimiento Moderno de William Morris a Walter Gropius ( 1936 ), de Nikolaus Pevsner . Este último tiene un significado más amplio e incluiría, además del racionalismo o el estilo internacional, los movimientos de vanguardia de las dos primeras décadas del siglo XX.

### Otros artículos
- Arquitectura moderna
- Estilo internacional
- Luis Sullivan
- Frank Lloyd Wright
- Bauhaus
- Nueva Bauhaus

- Datos: Q20547763